# Isola Byam Martin
L'isola Byam Martin è un'isola disabitata del territorio di Nunavut, in Canada.

## Geografia
L'isola appartiene al gruppo delle isole della Regina Elisabetta, nell'arcipelago artico canadese. È situata nello stretto del visconte Melville; ad ovest, il canale Byam Martin la separa dall'isola di Melville, distante 27 km; a nord-est, il canale Austin la separa invece dall'isola Bathurst, distante 35 km.
Ha una superficie complessiva di 1.150 km², con 46 km di lunghezza e 37 km di larghezza.

## Storia
Fu Sir William Edward Parry a conferire all'isola il nome attuale, in onore di Sir Thomas Byam Martin, un importante ufficiale della marina britannica suo contemporaneo, nell'agosto del 1819, durante la sua prima spedizione alla ricerca del passaggio a nord-ovest.